# Košice I
Košice I (tiếng Hungary: Kassai I. járás) là một quận trung tâm của thành phố Košice, và là huyện thuộc vùng hành chính Košice, đông Slovakia. Nó giáp ranh với các quận huyện Košice II, Košice III, Košice IV và Košice-okolie. Cho đến năm 1918, nó là một phần của hạt Abaúj-Torna của Vương quốc Hungary.

## Dân số
| Năm            | 1994   | 2004   | 2014   | 2024   |
| -------------- | ------ | ------ | ------ | ------ |
| Số lượng người | 65.057 | 68.089 | 67.842 | 62.603 |
| Sự khác biệt   |        | +4,66% | −0,36% | −7,72% |

| Năm            | 2023   | 2024   |
| -------------- | ------ | ------ |
| Số lượng người | 62.965 | 62.603 |
| Sự khác biệt   |        | −0,57% |

## Đô thị
- Džungľa
- Kavečany
- Košice-Sever
- Sídlisko Ťahanovce
- Old Town
- Ťahanovce